# NGC 248
NGC 248 је емисиона маглина у сазвежђу Тукан која се налази на NGC листи објеката дубоког неба.
Деклинација објекта је - 73° 22' 49" а ректасцензија 0h 45m 24,0s. Привидна величина (магнитуда) објекта NGC 248 износи 8,9. NGC 248 је још познат и под ознакама ESO 29-EN8.